# Akademia Sztuk w Bańskiej Bystrzycy
Akademia Sztuk w Bańskiej Bystrzycy (słow. Akadémia umení v Banskej Bystrici, ang. Academy of Arts in Banská Bystrica; skrótowiec: AU) – publiczna wyższa szkoła na Słowacji. Uczelnia powstała 7 stycznia 1997 roku. Obecnie (2012) rektorem uczelni jest Matúš Oľha.

## Wydziały uczelni[3]
- Wydział Sztuk Dramatycznych (Fakulta dramatických umení)
- Wydział Sztuk Muzycznych (Fakulta muzických umení)
- Wydział Sztuk Pięknych (Fakulta výtvarných umení)